# سیارک ۲۳۳۰۶
سیارک ۲۳۳۰۶ (به انگلیسی: 23306 Adamfields، نامگذاری:2001AC20) بیست و سه هزار و سیصد و ششمین سیارک کشف شده‌است که در ۲ ژانویه ۲۰۰۱ کشف شد.
قدر مطلق سیارک برابر ۱۸.۶ است.